# Johannes Svendsen
Johannes Svendsen var en dansk atlet medlem af Odense GF og Nyborg GIF. Han vandt fire sølvmedaljer ved det danske mesterskab i 1907 og 1908.

## Danske mesterskaber
- Sølv 1908 100 meter ?
- Sølv 1908 Længdespring 5,96
- Sølv 1907 100 meter 11.4
- Sølv 1907 Længdespring 6,28